# Надія (товариство)
Товариство «Надія» — добровільне громадське об'єднання на Підкарпатській Русі, створене на початку 1920-х років в Ужгороді для допомоги емігрантам із Східної України та Галичини. Ініціатор створення — Степан Клочурак.

## Завдання
- фінансова і соціальна допомога українським емігрантам;
- пошук помешкання та роботи для емігрантів;
- налагоджування зв'язків з родинами;
- допомога воєнним інвалідам, вдовам і сиротам.

## Мотиви створення
Емігранти на Закарпатті опинилися в дуже складному становищі, адже місцева чеська адміністрація ставилася до них з недовірою, а москвофіли, що мали в руках владу, — з ворожістю і ненавистю.

## Керівники
- Степан Клочурак — голова, пізніше — секретар, член президії.

## Діяльність
Товариство інтенсивно виступало на захист воїнів Української Галицької Армії, які після втеч із польських концентраційних таборів, опинялися на території Закарпаття. Чехо-словацький уряд спочатку ставився до них з приязню, та коли їх число збільшувалося, поліція повертала біженців польським органам, які їх, як «зрадників батьківщини», «терористів» і утікачів («збігів»), здебільшого засуджували на смерть. Відомі випадки, коли польські жандарми прямо на кордоні перед очима чехословацьких прикордонників розстрілювали колишніх воїнів УГА.
Після одного з таких випадків Степан Клочурак опублікував статтю «Нелюдський вчинок», що була гострим засудженням політики чехо-словацького уряду стосовно галицьких емігрантів.
На першій шпальті видання містився заклик до уряду Чехо-Словаччини припинити таку явну антиукраїнську кампанію і дати захист невинним жертвам —  
Клочурак:
 «кров яких остане чорним п'ятном ганьби тих виновників, котрі наражають добру славу нашої демократичної Республіки».
Ця публікація спричинила значний відгук у пресі, що стало приводом для інтерпеляції посла Я. Нечаса у парламенті. Зрештою колишнім воїнам УГА був наданий статус політичних біженців.